# 极速前进
《驚險大挑戰》是美国CBS电视台从2001年开始按季播出的真人秀节目，记录多对选手在一个月中进行的环球竞赛。

## 製作與內容
该节目的出品人为埃利斯·多哥聂瑞（Elise Doganieri）和贝塔曼·范·蒙斯特（Bert van Munster），他们和乔纳森·利特曼（Jonathan Littman）均为制片人，主持人是来自新西兰的菲爾·基歐漢（Phil Keoghan）。该节目由Earthview Inc.（Doganieri和van Munster执掌），Bruckheimer Television for CBS Paramount Television以及ABC Studios（迪士尼公司下属）负责制作。
该节目分为多个赛段进行，其中的淘汰赛段中最后一名出局，直到剩下最后三对选手完成最后的对决，冠军可以获得100万美元的奖金。比赛起始点均在美国，中间经过世界多个国家。各队必须按制作方给出的路线资讯指引周遊世界，并在赛程中完成规定的任务。该节目在世界其他一些國家地區的电视台中也曾播出过，还有一些电视机构獲美國版权方的授權製作當地版本的《驚險大挑戰》。

## 榮譽
《驚險大挑戰》從2003年到2009年，連續拿到7届黃金時段艾美獎最佳真人競技節目的殊荣（Primetime Emmy Award for Outstanding Reality-Competition Program），击败了《幸存者》及《美國偶像》等极具影响力的真人秀节目。在2010年《高廚》（Top Chef）奪走了最佳真人競技節目，一年後《驚險大挑戰》再次取回這一頭銜，2013年、2015年和2016年该奖项又被《美国之声》（The Voice）夺走。2014年再次獲得此項殊荣。

## 队伍
每季比賽的11支队伍（第3季、第4季、第10季和第15季是12支）由2名有一定关系的队员组成。在家庭版第8季则是由4人组成的10个家庭队伍参赛。每队的队员关系都不同，有夫妻，情侣，朋友，兄弟姐妹、父女、双胞胎，同学，分居等等。
每队成员需要有至少3年的关系，以确保互相了解。而不同的参赛队伍之间不能提前认识。但是有时候制作人也会改变规定。例如在第6季中，Kris和 Jon只谈了一年恋爱。在第5季中 Nicole，Christie，Erika，Alison之前就认识。（Nicole在2003年德州小姐中击败了Christie）
第26季首次引入了“起点相亲”（Blind-Date）参赛队伍，有10名此前并不相识的选手在出发前两两配对作为情侣，与其余队伍共同进行比赛。
第29季更是引入了“起点组队”，22名此前并不相识的选手在出发前两两配对作为队伍进行比赛。
2个队员必须共同比赛，不能单独行动，如果有队员受伤（例如，第5季的Marshall和Lance、第22季Dave & Connor），则他们被淘汰。两个队员必须同时到达維修站才能记录到达时间。队员间关系的改善也是该节目的看点之一（不过有时适得其反，如第10季Peter和Sarah）。

## 比赛
全季比賽共分成十余個「賽段」，各個賽段中，参赛队伍必须根据路线资讯的線索，完成沿途设置的任务，最终到达維修站。首隊抵達維修站（賽段終點）通常將獲得該賽段獎品，相反最後抵達維修站的隊伍會被淘汰出局；不過，若該賽段的維修站為「非淘汰維修站」，则垫底的隊伍也不必被淘汰，但需接受指定懲罰。

### 現金
在每段赛程的开始，每个队伍会拿到一定金額的現金，通常是美元（第10季第4赛段给的是越南盾），每段提供的金額不同，从一美元到一千美元都有（在第1季及第15季中有一段賽程没有給予現金），在比赛中，所有的开支只能从这些現金里面支付，使用自己身上的物件来替代金钱将被罚时2小时。但是飞机票（在第8季中還包括汽車油費）可以用信用卡支付。每段赛程剩下的钱可以被用在以后的赛程中。
在第5季和第6季中在"非淘汰赛段"最后到达的队伍会被没收金錢，并且在下一個赛段也不會獲發零用金，队伍必须透过其他方式取得钱财（以物品交換或街頭乞討）。在第7季以及之后的第8季、第9季中，甚至不可以通过其他方式获得钱财，并且所有除了衣物以外的物品全部没收。但是在第7季中，Gretchen保留了耳塞，并被允许向其他队伍借生活用品。
如果队伍在非淘汰赛段没钱了，他们可以借钱、乞讨或者使用其他所在地法律允许的任何方式获得钱财。例如第7季中不允许在美国的机场乞讨；而在第10季的第3赛段（越南河内）甚至不允许乞讨。

### 赛程标志
|                                | 赛程标志是路线信息的指示物，多出现在线索盒上方，也有一些标示在一些关键性建筑上，顏色方面通常是由黃色和紅色相間組成，由第2季起使用至今，例外的情況如下： |
| 正常賽程標誌 · 第8季的特别旗帜 | - 第1季全季中的赛程标志是黄白相间。第2季及以後变成現在的黄红相间，以便更好的被识别。 - 第3季中，越南站一段使用了全黄的旗子，以避免政治纷争（因黄红色是前南越国旗颜色）；当在第10季再次到越南時，改用了第1季全季時用的黄白。 - 第8季全季使用的是黄黑白相间的旗帜。 - 极速前进巴西版全季使用黃綠相間。 |

### 任務線索（Clues）
（注：以下線索的中文名稱出現於深圳卫视播放的《极速前进：中国版》時採用的中文字幕中，括號內的中文名稱出現在其他電視台引进美国版节目并播放時提供的中文字幕中，當中會註明電視台名稱。）

#### 信息（Route Info）
「信息」（又译「路线」、「路標」，AXN：路线资讯）是提示隊伍下一个目的地的线索。一般情况下路线资讯都会直接写出地点名，但有的时候会给出图片或者是一段提示性的文字，队员需要自己寻找地名。有时資訊还指定了交通方式，如果不按指定的方式前進，會被罰時30分钟，例如，在路線資訊中隊伍會被告知需要乘坐公共汽車，乘坐一輛有標記的車，步行等等。
每个赛段的第一个资讯指出下一个比赛地点，而之后的资讯一般是该地周边的地点。赛段的最后一个路线资讯给出终点的位置，并提示最后一个到达的选手有可能被淘汰。

#### 繞道（Detour）
「繞道」（又译岔道、岔路）是需要要從2个项目中選擇一项的任务，项目各有利弊。每隊必須完成他們選擇的任務才可以拿到下一條線索。通常，會有一個耗時長且簡單的项目和耗時短但相對較難的项目供選擇（部分任务有完成人数的限制）。在第7季，有規則可以使隊伍交換项目以拿到簡單的项目。美国版第25季又出现“盲选”绕道，即线索卡上只有两个任务的关键词，没有任何任务细节的提示。参赛者必须选择其一。在美国版第26季，出现了轮盘赌绕道（Roulette Detour），即由轮盘来决定选手必须完成哪一个绕道。

#### 路障（RoadBlock）
「路障」是只能由队伍中的一名隊員完成的任务，兩個人先閱讀大致的任務描述（例如：「誰餓了？」就是吃鴕鳥蛋的任務）以及其他正在比赛的队伍的表现，決定了誰參加以後才可以看詳細的任務描述，该队员必須完成任務才可以拿到下一條線索。
從第6季開始，每個隊員最多只能參加6次路障賽。這樣使兩位隊員參加比賽的次數均衡，以避免某人參加所有路障（第5季出現過）。而第一賽段往往没有路障任务。（第10季出現例外，在第1賽段出現了路障，所以這一季裏一個隊員最多可以參加7次路障；另外在第14季的第7赛段和第16季的第5賽段中也没有出现路障。）
在第16季，第一次在一個路段中做兩個路障。完成前一个路障的参赛者不能再做该赛段设置的第二个路障。

#### 快进（Fast Forward）
「快进」（明珠台：捷徑、CCTV：快進、旅游卫视：极速前进，AXN：通行證）是可以讓一個隊伍跳過本赛段剩下的賽程直接去中途站的任务，一般会和路障或者绕道同时提供给选手，由选手自行选择完成哪个任务。
每个赛段最多只有一個「快进」，只有最先完成的队伍可以得到。在「快进」爭奪中失敗的隊伍必須折返回去，完成剩余的比赛。每隊在整個比賽中也只能使用一次「快进」，他們必須要在最正確的時候使用。（由於第10季及第11季「Intersection - 聯合」的出現，因此可以同時有兩個隊伍完成「快进」任務，並且隊伍使用一次「快进」的限制也不適用了。）
使用“快进”的隊伍通常會第一個到達維修站，但是也有例外。第1季中，Joe和Bill就是得到「快进」但仍然最后到達，不过幸运的是，因爲Nancy和Emily違規，他们并沒有被淘汰。第3季中的Dennis和Andrew及第20季中的Bopper和Mark就没有那么好的运气了，他们因最后到达而被淘汰。相似的，Monica和Sheree在第4季拿到「快进」但只名列第四（前三队並列第一，节目中唯一的一次）。

前四季極速前進除了在最後一个赛段外，其他賽段中都有「快进」。但是從第5季開始，每一季只有兩個賽段會出現「快进」。第8季及第12季因為剪輯關係只有一個「快进」。此外，自第14季至第27季（除18、19、24、25与26）全赛季只有一個「快進」。第14季沒有播出「快進」，第18季、第19季、第24季、第25季、第26季与第28季都沒有「快进」。第20季更是史上首次全赛季有三個「快进」。

#### 讓路（Yield）
「讓路」（CCTV：凍結，又譯捨棄、延時）是先到达让路点的队伍强制后面的一对隊伍接受一定罚时的环节，從第5季開始出现。到达让路点的队伍需要在取得下一线索前决定是否使用让路，如果使用，就必须在讓路点的指示牌上（在某任務指示處附近）貼上擬自己和要求讓路的隊伍的照片。當被讓路隊伍到達時，他們必須倒轉沙漏，等沙子漏完後才可以繼續比赛。
與“快进”（Fast Forward）一樣，每隊只能使用一次讓路，一个赛段最多也只有一个让路，但一個隊伍被讓路的次數不限。每個讓路的時間都是一定的。從第6季開始，每一季只有3個讓路賽段，且每當有讓路賽段出現時，路線資訊會顯示「小心！前面有讓路！」（Caution! Yield Ahead!）的警告字句。
從第12季開始，讓路被「迴轉」（U-Turn）取代。於第32季再次出現讓路。

#### 路口（Intersection）
「路口」（明珠台：十字路口，又譯交叉點、交集、聯合）是要求隊伍選擇同另外一個隊伍組合成一隊共同比赛的环节，在第10季、第11季、第16季出現。在解散指示之前，联合的两对选手必须共同作決定并完成任務。如果一個隊伍到達聯合標誌處時沒有其他隊伍在那裏，他們就必須等待下一個隊伍的到來。當多個隊伍在標誌處，各隊可以自由選擇搭檔。由於在第11季第8賽段的聯合指示站點中出現了「通行證」，因而有兩個隊伍同時完成「通行證」。類似的隊伍合作設計於美國另一真人秀節目《Treasure Hunters》也有出現。

#### 回转（U-Turn）
「回转」（又譯「掉头」）出现在「绕道」後，允许先到的队伍强迫后面的队伍进行另一個绕道项目的环节，从第12季开始出现。要使用「掉頭」，需要在「掉頭」標示處（在某任務指示處附近）貼上擬要求「掉頭」的隊伍的照片。當被「掉頭」隊伍到達時，他們必須完成另一个绕道项目才可以繼續。
和「让路」一样，每队只能使用一次「掉頭」，一个赛段也只会出现一次「掉頭」，但队伍可被「掉頭」的次数不限。每當有迴轉賽段出現時，路線資訊會顯示「小心！前面有掉頭！」（Caution! U-Turn Ahead!）的警告字句。
在第14季， U-Turn改為Blind U-Turn，即是以匿名的方式向另一隊伍「掉頭」，效果一樣，只是被回转的队伍不清楚是谁对他们使用了回转。第16季再次出現Blind U-Turn(第5賽段)。
自第17季开始， U-Turn以Double U-Turn的形式出現，在同一賽段中同時有兩组参赛者可以使用迴轉。
在第18季的开始，选手们被要求在出发前完成起點任务，最后一支完成的队伍将会在接下来的赛段中的第一个绕道处（Detour）被自动U-turn，即必须完成第一个绕道的所有两项任务。
在第21季又出现Blind Double U-Turn，不但可以提出匿名回转，而且还能回转二组参赛者。而在美国版第26季的第1赛段中，匿名双回转再次出现。

#### 减速带（Speed Bump）
「减速带」（明珠台：緩速脊）是给予於非淘汰赛段最後抵达提示站的选手的额外任务，在第12季出现。只有上赛段未被淘汰的队伍需要完成，其他队伍则无需进行。
实际效果来看，由于任务设置相对简单，「减速带」所起到的作用并不明显。例如第13季中需要完成该任务的队伍都没有因此而被淘汰。

#### 任務重溫（Switchback）
「任務重溫」於美版第15季中登場，它是一個於過往季度曾經亮相並再出現的任務。
第15季出現的「任務重溫」為第6季中一個艱難的「路障」任務，該季有隊伍用上9小時仍未能完成。
第20季的第10赛段出现了任務重溫快进，它是第7季中的一个快进任务剃光头，第7季中使用该快进的队伍最终赢得了冠军。
第21季的荷兰阿姆斯特丹赛段出现的任务重温所重温的是第12季的撑杆跳路障。
第22季的瑞士赛段也出现了任务重温。重温的是第14季的从山坡上搬运奶酪下山的任务，而在最终赛段更是重温了第8季的一个经典路障任务。
第25季的菲律宾赛段出现了第5季内水牛耕地找线索的任务。

### 比賽賽段

#### 賽段（Leg）
整個賽事分開多個賽段，隊伍需依照沿途取得的線索，完成指定任務，盡快趕往賽段末的維修站並報到於該處地毯上，等待宣告賽段名次。多數賽段為淘汰賽段，即最後一支到達的隊伍會被淘汰出局。而部份賽段則為非淘汰賽段，最後到達的隊伍雖可繼續於下一賽段出賽，但要接受一定懲罰。

#### 起點線任務（Start Line Task）
起點線任務是一項取地於起點線的任務，在美版第15季率先引入，於第18及19季、中國版第3季、亞洲版第5季繼續採用。隊伍通常需要解開指引隊伍前去目的地的謎題，抑或找出與首個目的地有關的物件，或者区分哪些参赛者获得首班前往首个目的地航班等。最後一支完成這項任務的隊伍，都需要接受懲罰（美版第18及19季）或接受淘汰（美版第15季、中國版第3季、亞洲版第5季）。進入美版第20季後，官方取消了起點線任務的懲罰。

##### 快速通關卡（Express Pass）
「直通卡」（AXN：“迅速通关卡”，又名“直通卡”或“通行卡”；明珠台：越級通行證），於美版第17季起登場，贈予首賽段第一名到達之隊伍（第21季是贈予第二賽段第一名到達之隊伍）。隊伍可於任何時間用作跳過其後賽段之任何一個任務（路障、繞道或不同任務均可，可在挑戰前或挑戰中使用），亦可在遭到迴轉後使用。在第22季到第24季，第一支到达第一赛段终点的队伍将会获得两张「迅速通關卡」。一张给自己使用，另一张则要在规定赛段内交给另一支队伍。第25季的通行卡奖励出现在第二赛段，但不直接发给赛段冠军，而是在最后一个线索点提示了获得通行卡的额外任务，队伍也可跳过任务直接前往中继站。第27季的通行卡贈予首賽段第一名到達之隊伍，該組別須在第五賽段前使用通行卡，並在使用後交给另一支队伍，而該支队伍須在獲得賽段的下一個賽段前使用通行卡。
「迅速通關卡」使用限期為第8賽段完結時，若未於第8賽段完結前使用，迅速通關卡將直接失效。澳洲版、拉丁美洲版第3季、中國版第3季也將「迅速通關卡」加入賽制之中。

##### 障礙物（Hazard）
「障礙物」（又譯險路），於美版第19季首次引入，是起點線任務最後完成的隊伍必須接受的懲罰。當完成了一項任務後（於第19季是路障之後），受罰隊伍會獲發一份不同的線索，指引他們前去特定地點接受一次「障礙物」挑戰。「障礙物」任務須由其中一位隊員完成。此新賽制取替了第18季對起點線任務最後完成隊伍施加的懲罰：自動迴轉（Automatic U-turn）。在第20季及以后，「障礙物」任務都沒有出現。

##### 复活卡（The Save）
「复活卡」（又译“安全卡”）是於美版第25季首次引入，贈予首賽段第一名到達之隊伍。假若隊伍在賽段中是最後一名到達並面臨淘汰，隊伍便能使用「The Save」以拯救自己避免淘汰。

#### 中继站（Pit Stop）
中继站（又譯「維修站」，AXN：提示站、明珠台：中途站）是每段賽程的終點。一般是会有主持人Phil和当地人等候在印有节目标志的地毯前等候各队选手检录。一般情况下，主持人（第一季是当地欢迎人员）会宣布：「你是第X名！」（You are team No. x!），但是如果出现犯规情况，或者该赛段是未完待续的赛段时，主持人通常会改口说：「你是第X个到达的队伍。」(You are the x team to arrive.）之后告知队员令他们意想不到的消息。检录的顺序一般按一队的两个成员全部踏上地毯的顺序来决定，但也曾出现过同时检录的情况。
在維修站检录后意味着该赛段的结束，隊員們可以去吃飯和睡覺，当然在他們还會被要求接受訪問，請他們談一些在剛剛完成的賽段中的感想。這些訪問最後會加入到編輯好的插話以更好的表現隊員們在比賽中的心情與感受。維修站免費為選手提供食物。最後到達維修站的隊伍會被淘汰（非淘汰賽段除外）。在某些賽段，第一个检录的隊伍會拿到額外獎品，例如免費旅遊，汽车等等。在第6季中，每段比賽都有獎品。 第7季只有部分賽段有獎品。一般情況下，各隊在到達12小時、24小时或36小時後出發，不過也有例外：
- 第1季中，在撒哈拉由於沙塵暴滯留60小時；
- 第7季中，在博茨瓦納滯留14小時；
- 第8季中，在哥斯大黎加滯留20小時；在蘭開斯特滯留超過12小時，但具體時間不詳；
- 第9季中，在阿曼滯留24小時；
- 第10季中，在印度金奈滯留22小時；在摩洛哥滯留15小時。
- 第33季第4賽段後，不適用滯留時間規則，改採固定出發時間分組出發

如果其他隊伍都已到達，而剩下的一隊差很遠，路線線索會告訴他們維修站的位置。（Uchenna and Joyce，第11季，Flight Time and Big Easy，第15季等）。主持人菲爾·基奧漢有時也會到該隊的面前宣佈淘汰（Toni and Dallas，第13季，Maria and Tiffany，第15季，Dana and Adrian和Joe and Heidi，第16季，Chester & Ephraim，第23季， Bergen & Kurt，第26季，Kelly & Shevonne第27季 ）。

#### 雙倍長度賽段
第6季第一次引入了雙倍長度的賽段，取代以往的終點出现的是一條「未完待續」的信息作爲賽段結束標誌；而後半賽段會出現第二個路障和繞道任務。在第7、8、9季的加長賽段各隊會在比賽中途在往常的鋪在終點的地毯上見到主持人菲爾·基奧漢，他們並未如往常一樣被記錄下時間而是從他手中得到了下一個線索。在極速前進第10季中，取而代之的是「繼續前進！！！」（KEEP RACING!!!）的线索。第14季第10赛段再次出现“未完待续”赛段，这一次除了在线索中没有提示“最后一队可能被淘汰”，在终点没有本地人欢迎之外，完全和其他赛段终点一样。
另外，第8季的2小時的大結局同第6季的加長賽段類似。一般來說，這樣的雙倍長度賽段很容易辨別，因爲各隊得到的線索上寫道：“到地毯處找Phil”（Go find Phil at the mat）而不是“前往下一個終點”。在雙倍賽段的兩個半部分之間沒有休息時間，一般會設計讓隊伍在長時間的火車或飛機旅程中吃飯、休息。
需要说明的是，第6季中出現“未完待續”賽段完全出於偶然。在匈牙利的第六賽段原本是設計成兩個賽段，包括一個非淘汰賽段（當時的規則是最後一名將被收走所有的現金）。不過，製作者發現在匈牙利乞討是違法的，這樣使得最後一名無法爲下一個賽段乞討錢。於是便將其改爲了一個加長賽段來取代非淘汰賽段（保證隊伍數量不變），並以一個錄影資訊作爲下半賽段的第一個任務線索。

#### 非淘汰賽段
每季比賽都有幾個（在美国原版裡一般是三个，但第19季是四个）非淘汰賽段，在這些賽段中最後到達維修站的隊伍不會被淘汰，可以繼續比賽。各隊不會被告知哪些賽段非淘汰賽段。在第1季到第4季中，淘汰賽指示維修站的路線資訊會寫上：「最後到達的隊伍會(will be)被淘汰」，非淘汰賽段則沒有這些字，從第5季開始，這行字改成了「最後到達的隊伍也許會(may be)被淘汰」，第一賽段除外，但當非淘汰賽段皆過去，淘汰賽指示維修站的路線資訊則會寫上：「最後到達的隊伍會(will be)被淘汰」。但在第15季開始，第一賽段出現了「最後到達的隊伍也許會(may be)被淘汰」的字句，在第15季及第28季的第一賽段更是非淘汰賽段。
- 第1季～第4季對最後到達的隊伍沒有懲罰，該隊按照平常的規則繼續比賽。
- 第5季～第6季對最後到達的隊伍有懲罰，該隊要上交所有錢財。此外，在下一段賽程不會獲發零用金，隊員可以借錢或者乞討(完成該段後，剩餘的賽程會恢復提供零用金)。
- 第7季～第9季的懲罰更爲嚴格，隊員必須交出除了衣物和護照以外的所有物品。
- 第10季～第11季的懲罰為，倖免於難的隊伍，必須在下一段賽程中獲得第一名，否則將接受罰時30分鐘。
- 第12季～现在必須通過減速障礙，它是一項只有該隊伍必須通過的額外任務。
- 第33季比照第1季~第4季規則，但須在最後一組單獨出發，與第一組出發的隊伍有30分鐘的間隔
- 第35季~第36季則在開場即說明沒有非淘汰賽段，所有賽段的維修站路線資訊皆為：「最後到達的隊伍會(will be)被淘汰」
- 第37季僅一個非淘汰賽段，該賽段則作為本季的其中一個驚喜而沒有下一賽段的懲罰(排名資訊顯示不是寫"Last Place"而是正常顯示名次)，且該賽段維修站路線資訊並沒有提到最後隊伍會淘汰等資訊，其餘賽段的維修站路線資訊皆為：「最後到達的隊伍會(will be)被淘汰」

#### 無休息賽段
在美版第18季，各隊需面對新形式的非淘汰賽段。在抵達維修站前，隊伍只獲得「前往維修站」的指示，當隊伍抵達維修站後，他們會即時被告知要繼續進行比賽，沒有任何休息時間。至於賽段最後抵達的隊伍，主持人會提醒他們是最後一隊，但不會即時淘汰他們，而是要到下一集整個賽段完成才知道哪隊才被真正淘汰。這種方式的賽段出現於第1及4賽段(第33季為第2賽段)。

#### 突然淘汰或雙重淘汰賽段
於突然淘汰賽段，隊伍會於賽段途中被淘汰。美版第10季及第15季之首賽段及第25季及第26季之最後賽段均為突然淘汰賽段，於賽段中的一個指定地點（第10季、第25季、第26季）或任務（第15季），最後一名的一隊被當場淘汰。在美版第19季第2賽段，官方引入了首次「真正」的雙重淘汰賽段，最後抵達維修站的兩支隊伍將會一起被出局。

#### 最終賽段
三支隊伍（美版第25季及第26季为四支队伍）會進入最終賽段。第一部分是要去一個較難到達的目的地。第二部分是讓隊員去向位於美國某個大城市的終點。三支隊伍要按照線索去向终點，除非他們收到了直接前往的通知。主持人菲爾·基奧漢和其他被淘汰的隊伍會在那裏等待他們到來。
第一個到達終點的隊伍會得到1百萬美元的獎金，其他隊伍會根據名次拿到一定獎金。有時候。第三名落後太遠，當前兩名到達後，他們會直接在資訊線索站收到比賽結束的消息（Joe and Bill，第1季；David and Jeff，第4季）。

#### 罚时和其他相關規定
所有参赛队伍都必须按照极速前进的比赛规则进行比赛。如果在某项任务违反规则失败会遭到罚时，可能会间接影响到该队是否会被淘汰。（极速前进第一准则：Read the clues)
1. 各队必须买经济舱的机票，或者付经济舱的钱而去商务舱或头等舱。（Frank & Margarita，第1季； Reichen & Chip，第4季； Ray & Deana，第7季；Dan & Jordan，第16季，这些选手是属于第二种情况，并非违规）
2. 队伍不可以向认识的人求助，只可以向当地人、旅行社、航空公司等求助。
3. 漏读指示的某些条款而犯规，罚时30分钟。
4. 故意违背线索指示而到达终点，将被罚时整整一天（24小时）（Nancy & Emily，第1季）。
5. 不按绕道指示行动，罚至少15分钟（Zac & Laurence，第19季）。
6. 从线索箱里面拿了超过1份路线信息致使最后到达的队伍无法拿到任务信息，干扰其他队伍比赛的，罚时30分钟（Freddy & Kendra，第6季）。
7. 任何延误他队的行为，例如偷别队的车和隐藏乱放他人所需用的工具，护照、财物等，罚30分钟。（Don & Mary Jean，第6季；Mark & Michael，第14季；Flight time & Big Easy，第18季）
8. 放弃路障挑战，罚时4小时。若任务未完成另有单独的罚时规定则另计（Rachel & Dave，第20季第3赛段，未能在用尽瓶子之前完成“顶瓶起舞”任务，罚时2小时）。
8-1. 如果路障任務隊放棄了挑战而决定罰時, 正巧碰上那間罰時的任务点停止服务後還堅持繼續比賽的, 罰時將會移至終點那裡继续罰, 罰到使用全部罰時為止。
8-2. 如果路障任務隊放棄了挑战而决定罰時, 正巧說退出比赛的情況:
8-2-1. 如果全部的隊都是在所有路障任務那裡, 罰時隊開始罰時時可以馬上退出比賽。
8-2-2. 如果只是其中一個路障任務那隊來到任务点, 就一定要等別的隊來了才可以退出比賽[4]。
8-2-3. 如果是最後一队来到路障任務点那里，主持人会立刻过来宣佈他们的淘汰消息（Marshall & Lance，第5季第6賽段）。
9. 放弃绕道挑战，罚时6小时。若任务未完成另有单独的罚时规定则另计（Josh & Brent，第21季第7赛段，未能在泳池关门前完成“花样游泳”绕道任务，且另一处绕道任务的场所也已关闭，因此罚时4小时）。
10. 中途没有乘坐指定的交通工具的罚时至少15分钟，也有可能会被要求返回上一线索点后再改用正确的方式前往中继站：Ray & Yolanda，B.J. & Tyler，第9季，因为坐火车时提前下车后改坐汽车，被罚时15分钟；Mark & Bill，第13季在中途步行处乘坐汽车，罚时30分钟；Andrew & Dan，第13季，乘坐出租车前往中继站，被要求返回上一线索处再步行抵达中继站。
11. 未參加路線任務罰時1小時。
12. 各队在缺钱时可以乞讨，但不可以用私人物品抵扣费用，否则每次罚时2小时。（Mark & Michael，第14季，因为两次用私人物品抵扣车费，罚时4个小时）
13. 没有完成任务直接去中继站会被提示任务未完成；若没找到指示前往中继站的线索而直接签到，会被要求去找到这一线索再返回（Ken & Tina，第13季）；若漏过某一线索而偶然发现并继续进行下个任务，同样会被要求取回线索再完成签到（Brent & Catie，第16季）。
14. 如果漏了某個線索而無意發現了下個線索还繼續任務的話，同樣都要回去找回線索方可。
15. 如果未找到提示就直接去到終點站的位置就说簽到的情况，立刻要他们返回，直到找回線索之後才可以回到终点站。
16. 队伍可以在任何时间被检查物品和钱财，只要队伍中有人遗失护照，则该队必须找回护照，否则将被淘汰。
17. 非自己责任导致的交通工具抛锚不会罚时，如果是自驾车，节目组会提供另一辆车，但是损失的时间不予赔偿。
18. 在搭乘出租车的时候，若无特殊原因，否则必须付车钱。否则在中继站时会被要求返回付钱。
19. 自驾车时超速驾驶，罚时30分钟（Terence & Sarah，第13季）
20. 參賽隊在比賽時不可抽煙 (不管到哪裡)。
21. 參賽隊雖然說可以按第8、9、11條規则來放棄或拒絕任務，但是連續放棄或拒絕任務的，一律取消比賽資格。
22. 每個參賽隊之間不可以同其他參賽隊調換線索，如果出現這個情況就要按上面的規定懲罰處理
22-1.  选手不得连续放弃或拒绝做任务，如有这样的情况出现一律视为自动放弃比赛资格。[5]。如果出現打架 (不管是個人或集體) 事件 (一般來說很少見)， 取消比賽資格的同時，還會交給警方處理事件。
23. 如果參賽隊在比賽中途一位成員被非參賽成員偷窃財物  (例如護照) (James & Abba，第21季)，淘汰賽段將會順延到一段結束前寻回指定財物為止，否則下個賽段完後直接淘汰出局。

## 其他
- 關於攝影小組：攝影小組來自於世界各地，他們當中許多人在戰爭頻發的國家工作。雖說負責拍攝极速前进是一種折磨，但與他們平常工作所處的高壓環境相比，參與极速前进的拍攝就像是在度假一樣。
- 电视也会刻意地不讓工作人员曝光。（尽管在部分场景中偶而出现过工作人员。）
- 每个队伍会有一名摄像师和一名收音师，当买机票时，他们也要帮摄影小组买，但在电视上只是说要2张票，实际上是4张。
- 每一轮，摄影小组都会交换对象。
- 主持人菲尔·基奥汉会和大多数队伍乘坐同一航班去下一目的地。
- 被淘汰的队伍会被送到某地的度假村，直到比赛结束。
- 各队休假所产生的误工费会由摄制组支付。
- 因为摄影需要，两位队员须时常相距在20英尺（6.1公尺）之内，执行路障或突發事件除外。
- 队伍要提前申请各个目的地的签证，制作组为了迷惑选手，也申请了一些根本不会到达的国家的签证。
- 在整個比賽中，有製片人及專門的保安人員確保隊員們的安全。攝製組同時也會指定隊員攜帶手機並定期匯報他們的所在位置。

## 全球版本

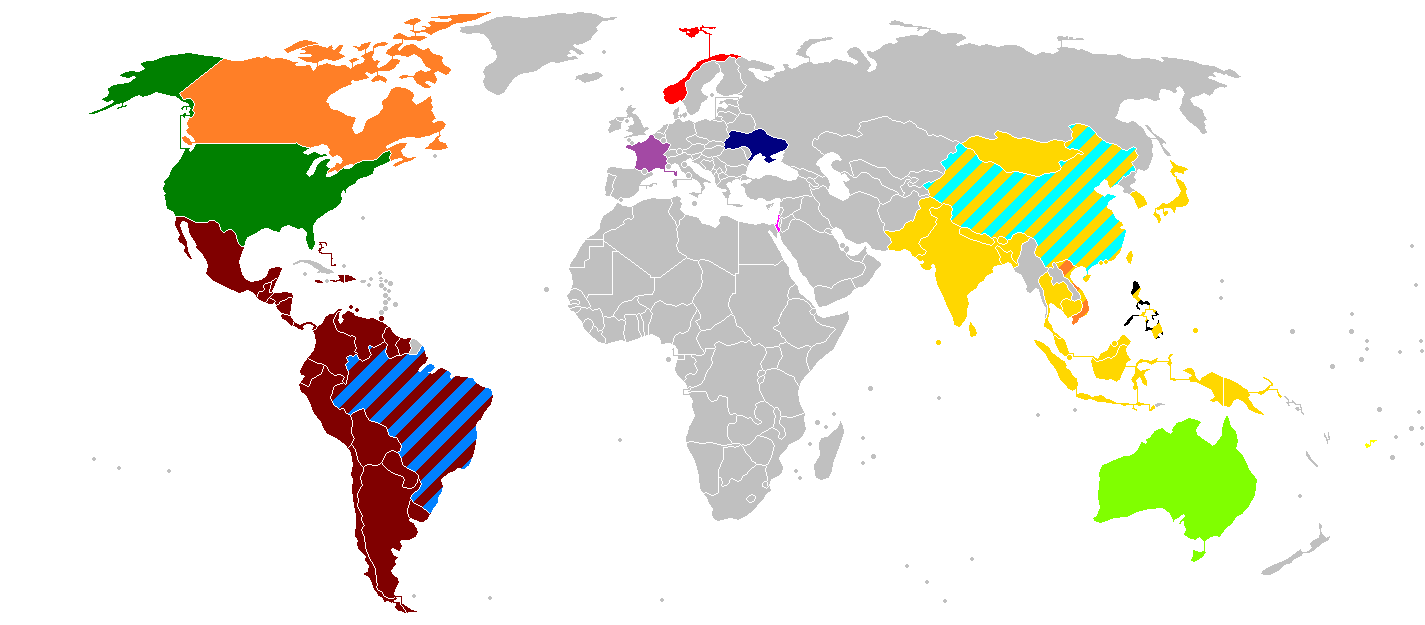
擁有自己版本的國家地區

首個《极速前进》版本為美國版，由美國CBS電視台攝製及播放，於2001年9月亮相，節目供美國公民參予。於2005年10月，美國首次賣出海外版本拍攝權於海外地區，屬索尼的電視網絡AXN亞洲於2006年11月9日推出首個海外版本《极速前进亞洲版》，節目供多個亞洲地區居民參加，節目以英語進行，均以全球各地作比賽目的地；至於AXN中歐原本預計於2006年9月推出獎金10萬美元的當地版本，但最終沒有成事。
於2007年10月13日，巴西版本播出，以葡萄牙語「百萬獎金賽」作副體，供巴西人參加，比賽大部分賽段於巴西進行，節目使用葡萄牙語。
於2008年4月8日，以色列版本播出，供當地人參加。節目名稱不再帶有《极速前进》之名而使用以色列語「走向百萬之賽」，而比賽目的地為全球各地。
於2008年8月15日，拉丁美洲版本首季亮相，供不同拉美居版參加，節目以西班牙語進行，目的地為拉丁美洲各地。
於2010年8月，中國版本播出，供國內居住之外國人參予，比賽目的地為國內不同地方，並以英語進行。(2011年8月第二季，允许中国内地居民与國內居住之外國人參予，中、英双语进行）
於2010年中，澳洲七號電視網宣佈將攝製供澳洲居民參予之澳洲版本，節目已於2011年亮相。

### 全球版本列表
下表列出全球所有版本的《驚險大挑戰》資料，按首播年分排列。直至2024年8月為止，共有13個國家或地區製作了自己版本，不包括已中止製作的中歐版本：
| 地區     | 名稱（節目語言） | 年份                      | 電視網                                                           | 季數 | 獎品 |
| -------- | --- | ------------------------- | ---------------------------------------------------------------- | ---- | --- |
| 美國     | 极速前进美国版（英語） The Amazing Race                                                                               | 2001年至今                | CBS                                                              | 36   | 1,000,000美元                                                                                                  |
| 亞洲     | 极速前进亚洲版（英語） The Amazing Race Asia                                                                          | 2006年-2010年, 2016年至今 | AXN Asia                                                         | 5    | 100,000美元 |
| 巴西     | 极速前进巴西版（葡萄牙語） The Amazing Race: A Corrida Milionária                                                     | 2007年-2008年             | RedeTV!                                                          | 1    | 500,000雷亞爾                                                                                                  |
| 以色列   | 极速前进以色列版（希伯來語） Ha'Merotz La'Million                                                                     | 2009年至今                | Reshet Channel 2                                                 | 9    | 1,000,000新克爾                                                                                                |
| 拉丁美洲 | 极速前进拉丁美洲版（西班牙語） The Amazing Race en Discovery Channel（2009-2010） Amazing Race Latinoamérica（2011-） | 2009年至2014年            | 拉美探索頻道與迪士尼頻道（2009-2010） Space與迪士尼頻道（2011-） | 6    | 250,000美元 |
| 中国     | 极速前进：冲刺！中国（英語及漢語） The Amazing Race: China Rush                                                       | 2010年至2012年            | 上海外語頻道 东方卫视 SiTV全纪实频道                             | 3    | 世界一周旅行                                                                                                   |
| 中国     | 极速前进中国版（英語及漢語） The Amazing Race China                                                                   | 2014年至2017年            | 深圳卫视                                                         | 4    | 兩部英菲尼迪汽車 第一季:一百萬公益基金 第二季:五十萬公益基金(計算所有公益基金共五百萬)                         |
| 澳洲     | 极速前进澳洲版（英語） The Amazing Race Australia                                                                     | 2011年至2014年 2019年至今 | Seven Network Network 10                                         | 8    | 250,000澳元 |
| 挪威     | 极速前进挪威版（挪威語） The Amazing Race Norge'                                                                      | 2012年至2013年            | TV 2                                                             | 2    | 各隊員500,000 挪威克朗及Subaru XV一部                                                                          |
| 菲律賓   | 极速前进菲律賓版（菲律賓語） The Amazing Race Philippines                                                             | 2012年、2014年            | TV5                                                              | 2    | 2,000,000菲律宾比索                                                                                            |
| 越南     | 极速前进越南版（越南語） The Amazing Race Vietnam: Cuộc đua kỳ thú 2012                                               | 2012年至2016年 2019年     | VTV3                                                             | 6    | 300,000,000越南盾                                                                                              |
| 法國     | 极速前进法國版（法語） The Amazing Race France                                                                        | 2012年                    | Direct 8                                                         | 1    | 50,000欧元 |
| 加拿大   | 驚險大挑戰加拿大版（英語） The Amazing Race Canada                                                                    | 2013年至今                | CTV電視網                                                        | 10   | 250,000加拿大元、各隊員一部雪佛蘭Stingray、一年内無限次乘搭加拿大航空头等客位 第二季新增加拿大石油终生免费加油 |
| 芬蘭     | 驚險大挑戰芬蘭版（芬蘭語） The Amazing Race Suomi                                                                     | 2023年至今                | Nelonen                                                          | 1    | 30,000歐元 |

## 遊戲
Ubisoft於2010年11月2日在美國推出以本節目為藍本的遊戲《The Amazing Race》，平台為Wii，售價為29.99美元。電視版主持人菲爾會以卡通人物形式出現，並為遊戲中的對白配音。
遊戲供二人合作模式或四人競賽模式（不設單人遊戲），模擬電視節目般進行比賽，包括遊歷六大洲、28個城市、84個地點，對抗不同類型的隊伍（如：牛仔隊及學生隊等）；途中會得到不同的目的地及任務線索（如：路障及繞道等）；進行任務會以16個小遊戲之方式呈現。當中還會出現爆胎或走捷徑等真實比賽中可能會遇到的突發情形。玩家可選擇不同的賽程長短、任務難度，亦可為隊伍人物設計外型面貌及名稱。
通過遊戲將可陸續把隱藏的獎勵影片及相片解封，影片來自美國版《极速前进》不同季度當中的精選電視剪輯片段，而相片為遊戲中目的地的真實風景圖片及其介紹資訊。

## 外部連結
- 美國版（The Amazing Race） （页面存档备份，存于）
- 亞洲版（The Amazing Race Asia） （页面存档备份，存于）
- 巴西版（The Amazing Race: A Corrida Milionária）
- 以色列版（Ha'Merotz La'Million）
- 拉丁美洲版（The Amazing Race en Discovery Channel） （页面存档备份，存于）
- 中國版（The Amazing Race: China Rush）
- 澳洲版（The Amazing Race Australia）
- 加拿大版（The Amazing Race Canada） （页面存档备份，存于）
- Wii遊戲（The Amazing Race） （页面存档备份，存于）